# Tetragulus
Tetragulus is een geslacht van kreeftachtigen uit de klasse van de Ichthyostraca.